# Más de 8 millones de discos vendidos
Más de 8 millones de discos vendidos es el quinto álbum de estudio de los Mojinos Escozíos editado en el año 2002 y producido por Esteve Coll para Dro East West, SA. En él se incluye «La gran mentira del rocanró», una película dirigida por Tono Errando, de Muviscal, SL para Dro East West, SA, y protagonizada por los Mojinos Escozíos, con guion de Miguel Ángel Rodríguez «el Sevilla» y Tono Errando; director de producción Marta del Río, director de fotografía  Raimón Lorda, producción ejecutiva Toni Martínez.

## Lista de canciones
| N.º | Título                                 | Duración |  |
| 1.  | «Qué Llueva, Qué Llueva»               | 3:52     |  |
| 2.  | «Mi Jefe»                              | 3:31     |  |
| 3.  | «Esta Sí Que Es La Cansión Más Bonita» | 3:48     |  |
| 4.  | «Mi Novia»                             | 3:20     |  |
| 5.  | «El Rap De Nunca Acabar (Parte I)»     | 1:01     |  |
| 6.  | «Que Se Mueran Tó Los Feos»            | 5:29     |  |
| 7.  | «Me Voy A La Playa»                    | 4:13     |  |
| 8.  | «El Que La Sigue La Persigue»          | 2:37     |  |
| 9.  | «El Rap De Nunca Acabar (Parte II)»    | 0:32     |  |
| 10. | «Tributo A Los Locomía»                | 4:30     |  |
| 11. | «La Copita»                            | 6:23     |  |
| 12. | «Señora»                               | 4:34     |  |
| 13. | «El Rap De Nunca Acabar (Parte III)»   | 0:27     |  |
| 14. | «Soy Gilipollas»                       | 4:30     |  |
| 15. | «Las Avispas»                          | 3:17     |  |
| 16. | «Mi Moto»                              | 3:10     |  |
| 17. | «Soy Un Petardo»                       | 6:16     |  |
| 18. | «Los Perros Del Curro»                 | 3:55     |  |
| 19. | «El Rap De Nunca Acabar (Parte IV)»    | 1:50     |  |

- Datos: Q6035508